# 道の駅松山
道の駅松山（みちのえき まつやま）は、鹿児島県志布志市の市道飯野松山線（旧・鹿児島県道109号飯野松山都城線）沿いにある道の駅である。志布志市やっちくふるさと村ともいう。
福岡県福岡市の企業・フォックスカンパニーが指定管理者となり、スイーツに特化した道の駅として営業している。

## 歴史
道の駅として開設されたのは1996年。当時の松山町（2006年以降は志布志市）やJAなどが出資する第三セクター企業が運営していた。当時沿線であった県道109号は都城市と志布志市（当時の志布志町）、串間市を結ぶ幹線道路であったが、都城志布志道路の一部開通により旧道化し交通量が減少。2007年より村留だちょう牧場（志布志市志布志町安楽）が指定管理者として運営していたが、3年後の2010年3月末をもって撤退した。
2010年4月に農産加工業者の渡辺商会が指定管理者となり営業を再開したものの、開業式典については、同時期に宮崎県で発生した口蹄疫の影響（県道109号は志布志港 - 宮崎県方面の飼料トラックが通行する）により8月1日まで延期されていた。2012年9月、渡辺商会は志布志市が行った指定管理者公募に唯一応募したが、赤字経営が原因となり不採用となった。志布志市は2012年11月に再公募を実施したが応募した企業・団体は皆無であり、渡辺商会の指定管理期間が満了する2013年3月末をもって休館することになった。
志布志市は2013年3月に再々公募に踏み切った。その結果、フォックスカンパニーが2013年7月から2016年3月末までの指定管理者として選定された。2013年7月6日に営業を再開し、その後、スイーツを売りにしたランチバイキングが開始された。ランチバイキングは2015年4月現在で休日には3、4時間待ちとなることがあるほどの盛況となっていた。しかし、2020年の新型コロナウイルス感染拡大の影響で無期限休業状態となり、2024年10月には店舗側がウェブサイト上でレストランは2020年4月に閉店したとの認識を示している。

## 施設
- 駐車場
  - 普通車：79台
  - 大型車：5台
  - 身障者用：2台
- トイレ（いずれも24時間利用可能）
  - 男：大 3器、小 5器
  - 女：6器
  - 身障者用：1器
- 公衆電話
- 公衆FAX
- 物産館「やっちくふるさと村」
- レストラン「やっちくふるさと村」
- 休憩所
- 情報コーナー
- 公園
- 宿泊施設
- ふれあい農園